# Wit Żelazko
Wit Gerard Żelazko (ur. 29 stycznia 1944 w Karczewie) – polski piłkarz, sędzia, obserwator, biznesmen i komentator telewizyjny.

## Życiorys
Grał jako bramkarz w takich klubach, jak Mazur Karczew, GKS Gliwice, Gwardia Warszawa, Polonia Jelenia Góra i Polonia Warszawa. W latach 80. sędziował mecze polskiej I ligi. Był także sędzią międzynarodowym.
W latach 2001–2007 był ekspertem w emitowanym w Canal+ Sport programie „Kontrowersje”, gdzie analizował kontrowersyjne sytuacje z meczów. Był członkiem zarządu PZPN oraz obserwatorem sędziów z ramienia związku. Założył firmę Wit-Sport, produkującą ubrania sportowe. Jego klientami byli m.in. Arka Gdynia, Korona Kielce, Górnik Łęczna i Zagłębie Lubin.

## Afera korupcyjna
Na początku 2007 roku w związku z aferą korupcyjną został zatrzymany przez prokuraturę, która postawiła mu zarzuty przyjęcia korzyści majątkowej w wysokości 8 tysięcy złotych oraz wpływanie wraz z Ryszardem Forbrichem na sędziów, którzy mieli sędziować na korzyść Zawiszy Bydgoszcz SA (Kujawiak/Hydrobudowa Włocławek – zespół przeniesiony do Bydgoszczy z Włocławka). Po przyznaniu się do stawianych mu zarzutów i wpłaceniu kaucji w wysokości 50 tysięcy złotych został zwolniony. Zatrzymanie Żelazki było bezpośrednią przyczyną tymczasowego zawieszenia zarządu PZPN. Został oskarżony o popełnienie pięciu przestępstw w lipcu 2010 roku (zarzuty ujawnił blog Piłkarska Mafia). Proces w tej sprawie trwa do dziś. Witowi Ż. postawiono pięć zarzutów dotyczących korupcji w Koronie Kielce, Górniku Łęczna, Górniku Polkowice i Pogoni Szczecin. Wrocławski sąd uznał go winnym, skazując na rok i cztery miesiące więzienia w zawieszeniu, pięcioletni zakaz działania w futbolu i przepadek 28 tysięcy złotych.
W czerwcu 2015 roku Wit Ż. został oskarżony po raz kolejny. Tym razem o udział w ustawieniu meczu Pogoni Szczecin z RKS Radomsko. Proces w tej sprawie rozpoczął się 3 kwietnia 2019 roku. W czerwcu 2019 roku w sądzie pierwszej instancji został uznany za winnego zarzucanych czynów. W listopadzie 2021 w drugiej instancji Sąd Okręgowy w Piotrkowie Trybunalskim skazał go na rok więzienia w zawieszeniu na trzy lata, nakazał zwrot 20 tys. zł przyjętej łapówki oraz nałożył 5,2 tys. zł grzywny, ponadto nałożył nań dwuletni zakaz zajmowania stanowisk związanych z organizacją i uczestnictwem w profesjonalnych zawodach sportowych. 